# Narendra Nayak
Narendra Nayak (né le 5 février 1951) est une personnalité rationaliste, sceptique, connue en Inde pour démystifier les gurus faisant état de pouvoirs surnaturels. Il réside à Mangalore, dans le Karnataka, en Inde.

## Biographie
Il est l'actuel président de la Federation of Indian Rationalist Associations (FIRA). Il a aussi participé à la fondation de la Dakshina Kannada Rationalist Association en 1976 et en est resté le secrétaire. Il est devenu célèbre par ses tournées dans toute l'Inde au cours desquelles il dresse des ateliers visant à débusquer les faux gurus et les fraudes en tous genres. Il a mené plus de 2000 manifestations de ce type en Inde, mais aussi en Australie, en Grèce et en Angleterre. Polyglotte, il parle 9 langues couramment, ce qui lui permet de mener ses débats dans de nombreux endroits.

## Récompenses
- En 2011, il reçoit le Distinguished Service to Humanism Award de l'International Humanist and Ethical Union[1],[2].